# Slim (Film)
Slim (auch unter dem Titel Slim – Ein Mann will hoch hinaus vertrieben) ist ein US-amerikanisches Filmdrama aus dem Jahr 1937 von Ray Enright. Die Titelrolle spielte Henry Fonda. Der Film wurde von Warner Bros. produziert und basiert auf dem gleichnamigen Roman von William Wister Haines, der auch das Drehbuch verfasste.

## Handlung
Slim ist fasziniert vom Bau einer Hochspannungsfreileitung, die an der Farm seines Onkels vorbeiführt. Als einer der Freileitungsmonteure entlassen wird, bekommt Slim die Chance, sich zu beweisen. Angeleitet wird Slim vom erfahrenen Red Blayd. Als beide ihren Vorgesetzten Pop durch eine Lüge decken wollen, werden sie gefeuert.
Da die Bezahlung gut war, machen sich die beiden auf dem Weg nach Chicago, um dort Reds Freundin, die Krankenschwester Cally, zu besuchen. Die Drei vergnügen sich in Nachtclubs und Restaurants, bis das angesparte Geld ausgegeben ist. Slim und Red suchen daraufhin eine neue Arbeitsstelle. Cally bittet Red, mit dem gefährlichen Job hoch oben in den Hochspannungsmasten aufzuhören.
Die beiden Männer finden eine neue Arbeitsstelle, diesmal in einer Wüstengegend. Bei einer Rauferei wird Slim durch Wilcox verletzt, der ein Messer gezogen hat. Cally reist an, um Slim zu pflegen, dabei verlieben sich die beiden ineinander. Sie wollen heiraten, doch Cally ändert ihre Meinung, als Slim nach seiner Genesung einen sicheren Schreibtischjob ablehnt. 
Slim und Red reisen nach Osten ab und beginnen in einer neuen Mannschaft unter der Leitung ihres früheren Chefs Pop. Durch einen Sturm werden mehrere Hochspannungskabel von den Masten gerissen. Cally ist Slim und Red nachgereist und wird Zeugin von Reds Unfalltod, als er von einem Hochspannungsmast abstürzt. Sie hofft, dass der Tod seines Freundes Slim zum Umdenken bewegt, doch er will seine gefährliche Tätigkeit nicht aufgeben. Cally sagt ihm, dass sie auf ihn warten werde.

## Produktion
Die Dreharbeiten endeten nach 44 Drehtagen Anfang Januar 1937. Gedreht wurde in den Warner-Studios in Burbank und am Hoover Dam, damals noch Boulder Dam. 

## Stab und Besetzung
Ted Smith war der Art Director, Howard Shoup der Kostümbildner. Byron Haskin war für die Spezialeffekte verantwortlich. Musikalischer Direktor war Leo F. Forbstein.
In kleinen nicht im Abspann erwähnten Nebenrollen traten Edwin Maxwell, Edward McWade, Paul Panzer und Cyril Ring auf.

## Veröffentlichung
Die Premiere des Films fand am 23. Juni 1937 in New York statt. In der Bundesrepublik Deutschland wurde er am 8. Mai 1982 im deutschen Fernsehen ausgestrahlt.

## Kritiken
Das Lexikon des internationalen Films schrieb: „Ein Beispiel für den sozialen Realismus im Hollywood der 30er Jahre, noch geprägt von der unkritischen Faszination an den Möglichkeiten technischen Fortschritts.“ Die Filmzeitschrift Cinema beschrieb den Film als „packend“.